# Werner Krauss
Pour les articles homonymes, voir Krauss.
Werner Krauss, né à Gestungshausen près de Cobourg en Bavière le 23 juin 1884 et mort à Vienne en Autriche le 20 octobre 1959, est un acteur allemand. Artiste d'un talent exceptionnel, il a été un homme très controversé en raison de ses attitudes antisémites et de sa proximité avec le régime nazi. De 1954 à sa mort, il est le dépositaire de l'anneau d'Iffland.

## Biographie
Le fils d'un postier, Krauss a suivi sa scolarité dans la ville de Breslau en Silésie. Après des débuts sur la scène, dont au théâtre d'Aix-la-Chapelle, le réalisateur Max Reinhardt, sur recommandation d'Alexander Moissi, l'a engagé pour l'ensemble du Deutsches Theater à Berlin en 1913. Il tient ses premiers rôles à l'écran à l'époque du cinéma muet et devient dans l'entre-deux-guerres l'une des vedettes de l'expressionnisme allemand. Son rôle le plus connu est celui du docteur Caligari dans Le Cabinet du docteur Caligari de Robert Wiene (1920).
Antisémite convaincu, il soutient le nazisme, est nommé par Goebbels vice-président de la Chambre du théâtre du Reich et est considéré par Hitler comme un ambassadeur culturel du Troisième Reich. Il joue des rôles de Juifs stéréotypés, notamment dans le film de propagande Le Juif Süss. Après-guerre, il est un temps empêché de travailler en raison de la dénazification. Il reprend sa carrière en 1950, mais sans retrouver son succès d'antan. Il reçut l'anneau d'Iffland en 1954.

## Filmographie
- 1914 : Die Pagode (de) d'Ernst Reicher
- 1914 : Die geheimnisvolle Villa (série Stuart Webbs) de Joe May
- 1916 : Nuit d'horreur (Nächte des Grauens) d'Arthur Robison et Richard Oswald
- 1916 : Hoffmanns Erzählungen (de) de 	Richard Oswald : Dapertutto
- 1916 : Zirkusblut (de) de Richard Oswald : Thomas
- 1916 : Die Rache der Toten (de) de Richard Oswald : Dorfschulze
- 1916 : Das unheimliche Haus (de) de Richard Oswald : Double role
- 1916 : Der chinesische Götze (de) de Richard Oswald : Franz Mollheim
- 1916 : Freitag, der 13. Das unheimliche Haus, 2. Teil (de) de Richard Oswald : Professeur Cardallhan
- 1917 : Die Bettlerin von St. Marien d'Alfred Halm : Buckeljörg
- 1917 : Unheilbar (de) de Emmerich Hanus
- 1917 : Die Seeschlacht de Richard Oswald
- 1917 : Der Friedensreiter de Hans Werckmeister
- 1917 : Der Erbe von Het Steen (de) de Louis Neher
- 1917 : Das Bacchanal des Todes de Richard Eichberg
- 1917 : Die Kaukasierin (de) de Joe May et Uwe Jens Krafft
- 1917 : Der Fremde d'Otto Rippert
- 1917 : Die Tochter der Gräfin Stachowska (de) d'Otto Rippert
- 1918 : Seiner Hoheit Brautfahrt de Franz Hofer
- 1918 : Seelen in Ketten de Franz Hofer : Fürst
- 1918 : Fräulein Pfiffikus (de) de Franz Hofer
- 1918 : E, der scharlachrote Buchstabe (de) de Emmerich Hanus
- 1918 : Die schleichende Gefahr de Franz Hofer
- 1918 : Der Bettler von Savern (de) de Franz Hofer
- 1918 : Das Gift der Medici (de) de Walter Schmidthässler
- 1918 : Que la lumière soit (Es werde Licht!) (3e partie) de Richard Oswald : Waldemar Gorsky, le propriétaire terrien
- 1918 : Das verwunschene Schloß (de) d'Otto Rippert : Bauer Grödner
- 1918 : Der Prozeß Hauers de Willy Zeyn
- 1918 : Journal d'une fille perdue de Richard Oswald : Meinert
- 1918 : Colomba (de) d'Arzén von Cserépy : Gonzales
- 1918 : Dida Ibsens Geschichte (de) de Richard Oswald : Philipp Galen
- 1919 : Totentanz d'Otto Rippert : l'infirme
- 1919 : Phantome des Lebens de Josef Coenen
- 1919 : Opium de Robert Reinert : Nung-Tschang
- 1919 : Die Heimat de Franz Hofer
- 1919 : Die Frau mit den Orchideen d'Otto Rippert
- 1919 : Das Mädchen und die Männer de Manfred Noa
- 1919 : Prostitution (Die Prostitution, 1. Teil - Das gelbe Haus) de Richard Oswald : Mann
- 1919 : Mazeppa, der Volksheld der Ukraine de Martin Berger : Mazeppa
- 1919 : Die Insel der Glücklichen (de) de Josef Coenen : Sénateur Dr Wenningx
- 1919 : Rose Bernd d'Alfred Halm : Der alte Bernd
- 1920 : Spiritismus de Friedrich Zelnik
- 1920 : Die Beichte einer Toten de Martin Zickel (de)
- 1920 : Das lachende Grauen de Lupu Pick
- 1920 : Opfer (de) d'Ernst Fiedler-Spies
- 1920 : Le Cabinet du docteur Caligari (Das Cabinet des Dr. Caligari) de Robert Wiene : Dr. Caligari
- 1920 : Ewiger Strom de Johannes Guter : Ein Fährmann
- 1920 : Johannes Goth (en) de Karl Gerhardt : Verleger Astmann
- 1920 : Die Frau ohne Seele (en) de Léo Lasko (en) : Stephan Wulkowitz
- 1920 : Sieger Tod (en) de Nils Olaf Chrisander : Dr Olaf Karsten
- 1920 : Die Frau im Himmel de Johannes Guter : Aufseher
- 1920 : Der Staatsanwalt de Paul Otto : Ziegelpeter
- 1920 : Die Kwannon von Okadera (de) de Carl Froelich : Harlander
- 1920 : Les Frères Karamazov (Die Brüder Karamasoff) de Carl Froelich et Dimitri Buchowetzki : Serdjakoff
- 1921 : Das Medium (en) de Hermann Rosenfeld
- 1921 : Das Haus in der Dragonergasse (de) de Richard Oswald : Walter
- 1921 : Die Flucht aus dem goldenen Kerker (de) d'Urban Gad
- 1921 : Danton de Dimitri Buchowetzki : Maximilien de Robespierre
- 1921 : Le Rail de Lupu Pick : Bahnwärter
- 1921 : Grausige Nächte (de) de Lupu Pick
- 1921 : Der Roman der Christine von Herre de Ludwig Berger : Comte von Herre
- 1921 : Der Tanz um Liebe und Glück (en) de Willy Zeyn : Directeur Mac Sullivan
- 1921 : Das ewige Rätsel (de) de Josef Coenen (de) : Faun
- 1921 : Lady Hamilton de Richard Oswald : Lord William Hamilton
- 1921 : Zirkus des Lebens (de) de Johannes Guter : Philipp Hogger
- 1921 : La Terre qui flambe (Der brennende Acker) de Friedrich Wilhelm Murnau : Rog
- 1922 : Marquise von Pompadour d'Alfred Halm
- 1922 : Josef und seine Brüder de Carl Froelich
- 1922 : Die Nacht der Medici (en) de Karl Grune
- 1922 : Die Beute der Erinnyen (en) d'Otto Rippert : Wells
- 1922 : Fridericus Rex d'Arzén von Cserépy : Comte Kaunitz
- 1922 : Othello de Dimitri Buchowetzki : Iago
- 1922 : Luise Millerin (de) de Carl Froelich : Wurm
- 1922 : Der Graf von Essex (en) de Peter Paul Felner
- 1922 : Nathan le Sage (Nathan der Weise) de Manfred Noa : Nathan
- 1923 : Du sollst nicht töten (en) de Fritz Hofbauer : Prof. Marquardt
- 1923 : Der Menschenfeind (en) de Rudolf Walther-Fein (en)
- 1923 : Le Trésor (Der Schatz) de Georg Wilhelm Pabst : Svetelenz
- 1923 : Alt-Heidelberg de Hans Behrendt : Dr Jüttner
- 1923 : Zwischen Abend und Morgen (de) d'Arthur Robison
- 1923 : Fräulein Raffke de Richard Eichberg : Emil Raffke
- 1923 : Der Kaufmann von Venedig de Peter Paul Felner : Shylock
- 1923 : L'Évasion de Baruch d'Ewald André Dupont : Professeur Nathan
- 1923 : Adam und Eva (de) de Friedrich Porges (de)
- 1923 : Der Puppenmacher von Kiang-Ning (en) de Robert Wiene
- 1923 : I.N.R.I. de Robert Wiene : Ponce Pilate
- 1923 : Das unbekannte Morgen d'Alexander Korda : Marc Muradock
- 1924 : Une femme dans la nuit
- 1924 : Decameron Nights (en) de Herbert Wilcox : Soldat
- 1924 : Le Cabinet des figures de cire de Paul Leni et Leo Birinski : Jack l'Éventreur  /  Jack Talons-à-Ressort
- 1925 : Ein Sommernachtstraum de Hans Neumann : Bottom
- 1925 : Reveille, das große Wecken (en) de Fritz Kaufmann
- 1925 : La Rue sans joie (Die freudlose Gasse) de Georg Wilhelm Pabst : Le boucher
- 1925 : Eifersucht (de) de Karl Grune : Homme
- 1925 : Die Moral der Gasse (en) de Jaap Speyer : le vendeur en gros
- 1925 : Der Trödler von Amsterdam (de) de Victor Janson : Arent Bergh
- 1925 : Variétés (Varieté), d'Ewald André Dupont
- 1925 : Tartuffe (Herr Tartüff) de Friedrich Wilhelm Murnau :  Orgon
- 1925 : Die Dame aus Berlin (en) de Lorand von Kabdebo : Anton Zöllner
- 1926 : Le Canard sauvage (Das Haus der Lüge) de Lupu Pick : Hjalmar Ekdal
- 1926 : Les Mystères d'une âme (Geheimnisse einer Seele) de Georg Wilhelm Pabst : Martin Fellman
- 1926 : Nana de Jean Renoir : Comte Muffat
- 1926 : Kreuzzug des Weibes de Martin Berger : Der Idiot
- 1926 : Das graue Haus (de) de Friedrich Fehér : Vater
- 1926 : L'Étudiant de Prague (Der Student von Prag) de Henrik Galeen : Scapinelli, Wucherer
- 1926 : Überflüssige Menschen d'Alexandre Razoumny : Ortspolizist Suka
- 1926 : On ne badine pas avec l'amour de 	Georg Wilhelm Pabst : Fürst Colalto
- 1927 : Maquillage (Da hält die Welt den Atem an) de Felix Basch : Morris Broock
- 1927 : Unter Ausschluß der Öffentlichkeit de Conrad Wiene : Ibrahim Hulam
- 1927 : Laster der Menschheit de Rudolf Meinert : Kokainist
- 1927 : La Culotte (Die Hose) de Hans Behrendt : Theobald Maske
- 1927 : Funkzauber de Richard Oswald : Theophil Schimmelpfenning
- 1928 : Der fidele Bauer de Franz Seitz : Bauer Mathäus Reuther
- 1928 : Die Hölle der Jungfrauen de Robert Dinesen : Mystkowski
- 1928 : Die Todesschleife d'Arthur Robison : Botto le clown
- 1929 : La Fin de Napoléon à Sainte-Hélène ou Sainte-Hélène (Napoleon auf St. Helena) de Lupu Pick : Napoléon Ier
- 1931 : Yorck de Gustav Ucicky : Ludwig Yorck von Wartenburg
- 1932 : Un homme sans nom (Mensch ohne Namen) de Gustav Ucicky et Roger Le Bon : Heinrich Martin
- 1935 : Hundert Tage de Franz Wenzler : Napoléon Bonaparte
- 1936 : Burgtheater de Willi Forst : Friedrich Mitterer
- 1939 : La Lutte héroïque (Robert Koch, der Bekämpfer des Todes) de Hans Steinhoff : Rudolf Virchow
- 1939 : Der letzte Appell de Max W. Kimmich
- 1940 : Le Juif Süss (Jud Süß) de Veit Harlan : Rabbin Loew / Levy
- 1941 : Annelie de Josef von Báky : Katasteramtsrat Dörensen
- 1942 : Zwischen Himmel und Erde de Harald Braun : Justus Rottwinkel
- 1942 : Die Entlassung de Wolfgang Liebeneiner : Geheimrat von Holstein
- 1943 : Paracelse de Georg Wilhelm Pabst : Paracelse
- 1950 : Prämien auf den Tod de Curd Jürgens : Dr Schmidt
- 1950 : La Comète (Der fallende Stern) de Harald Braun : Lenura / Lenoir
- 1955 : Le Fils sans racines (Sohn ohne Heimat) de Hans Deppe : Wilhelm Hartmann